# Alcàmenes de Lesbos
Alcàmenes (en llatí Alcamenes, en grec antic Ἀλκαμένης), fill d'Estenelides, va ser nomenat harmost per Agis II l'any 412 aC, quan els habitants de Lesbos es van voler revoltar contra Atenes.
Alcàmenes va sortir a la mar amb 21 vaixells en direcció a Quios, però va ser perseguit per la flota atenenca davant de l'istme de Corint i obligat a desplaçar-se cap a terra. Els atenesos van atacar les naus a la platja i Alcàmenes va morir en la lluita, segons diu Tucídides.